# غاريقون ضيق الأوراق
غاريقون ضيق الأوراق (الاسم العلمي: Agaricus angustifolius) هو نوع الفطريات يتبع جنس الغاريقون من الفصيلة الغاريقونية.